# Franz Xaver von Zach
Barón Franz Xaver von Zach (en húngaro: Zách János Ferenc; 4 de junio de 1754-2 de septiembre de 1832) fue un astrónomo alemán nacido en la ciudad de Pest, Hungría, miembro de la Academia de Ciencias de Hungría.

## Biografía

L'attraction des montagnes, 1814

Zach sirvió por algún tiempo en la armada austríaca, y después vivió en Londres desde 1783 hasta 1786 como tutor en la casa del ministro sajón, Conde Brühl. En 1786 fue nombrado por Ernesto II de Sajonia-Gotha-Altenburgo director del nuevo Observatorio de Gotha hasta 1791. Cerca del término del siglo XVIII, organizó un grupo de 24 astrónomos para prepararse para una búsqueda sistemática del "planeta perdido" predicho por la Ley de Titius-Bode entre Marte y Júpiter. Ceres fue descubierto por accidente, justo cuando la búsqueda se estaba iniciando. Desde 1806 Zach acompañó a la viuda del duque en sus viajes al sur de Europa. Murió en París en 1832.
Publicó Tablas del Sol (Gotha, 1792; edición nueva y mejorada, ibid., 1804), y numerosos ensayos sobre temas geográficos, particularmente sobre las posiciones geográficas de muchos pueblos y lugares, que determinó en sus viajes con un sextante.
Su obra más importante fue la edición de tres columnas científicas de gran valor: Allgemeine Geographische Ephemeriden (4 vols., Gotha, 1798-1799), Monatliche Correspondenz zur Beförderung der Erd- und Himmels-Kunde (28 vols., Gotha, 1800-1813, editadas desde 1807 por Bernhard von Lindenau), y Correspondance astronomique, geographique, hydrographique, et statistique (Genoa, 1818-1826, 14 volúmenes, y un número del décimo quinto, cuya supresión fue instigada por los jesuitas).
Fue elegido miembro de la Real Academia de las Ciencias de Suecia en 1794.

## Eponimia
- El cráter lunar Zach lleva este nombre en su memoria.[2]
- El asteroide (999) Zachia[3] también lleva su nombre, mientras que el asteroide (64) Angelina[4] es nombrado así por una estación astronómica que creó cerca de Marsella.